# Сын Рэмбо
«Сын Рэмбо» (англ. Son of Rambow) — фильм режиссёра Гарта Дженнингса. История о двух английских школьниках начала 1980-х годов, решивших снять сиквел фильма «Рэмбо: Первая кровь». Премьера фильма состоялась 22 января 2007 на кинофестивале Сандэнс. Позднее «Сын Рэмбо» был показан на кинофестивале в Ньюпорт-Бич, на Международном кинофестивале в Сиэтле, на Международном кинофестивале в Торонто и кинофестивале в Глазго. Фильм был также показан на 51-м Лондонском кинофестивале Британского института кино. «Сын Рэмбо» был выпущен в Великобритании 4 апреля 2008 года и открыт в ограниченном выпуске в США 2 мая 2008 года.

## Сюжет
Уилл тихий и застенчивый, и происходит из семьи, принадлежащей к строгой религиозной секте. Уиллу запрещено смотреть кино и телевидение, и поэтому он выходит из класса, когда учитель ставит документальный фильм. В коридоре он встречает Ли Картера, самого хулиганистого мальчика в школе, выброшенного из другого класса за плохое поведение. Случайно разбив аквариум в коридоре, Ли добровольно берёт вину на себя, делая вид, что наказаниями являются пытки, в обмен на часы, которые принадлежали покойному отцу Уилла. Кроме того Ли требует, чтобы Уилл выполнял трюки в фильме Ли, который он снимает на домашнее видео оборудование, принадлежащее его брату Лоуренсу.
Уилл соглашается, а после просмотра фильма «Рэмбо: Первая кровь», он становится большим энтузиастом, и играет несколько опасных сцен. Они становятся лучшими друзьями, но Уилл должен держать это втайне от своей семьи.
Приезжают французские студенты по обмену, из которых учтивый Дидье Револь становится очень популярным. Он спрашивает Уилла, могут ли он и его помощники играть в фильме, и Уилл соглашается. Ли это не нравится, так как он уже не контролирует ситуацию, и, наконец, завершает работу после драки с Уиллом во время съемок на заброшенной электростанции. После того как Уилл оказался пойманным в ловушку, из-за того, что часть неустойчивых конструкций разрушается, Ли возвращается, чтобы забрать камеру своего брата Лоуренса. Ли спасает Уилла для того, чтобы высказать своему другу всё, что о нём думает и требует отдать камеру. Но в этот момент конструкция полностью разрушается и Ли попадает под обвал. Его отвозят в больницу. Лоуренс посещает Ли, но он недоволен тем, что его камера не работает.
Мать Уилла, от которой он пытался скрыть свою деятельность, наконец, понимает, что её сын должен иметь возможность быть самим собой и её семья покидает секту. Когда Лоуренс смотрит на кадры Ли, он впечатлен. С помощью Уилла, он добавляет части, в которой он действует сам — в том числе оставляет сообщение для своего брата. Когда Ли покидает больницу, он с удивлением узнаёт, что его отвозят в кинотеатр, чтобы показать его фильм. Мальчики мирятся и снова становятся друзьями.

## В ролях
| Актёр          | Роль           |
| -------------- | -------------- |
| Билл Милнер    | Уилл Прудфут   |
| Уилл Поултер   | Ли Картер      |
| Жюль Ситрук    | Дидье Револь   |
| Джессика Хайнс | Мэри Прудфут   |
| Нил Даджен     | Брат Джошуа    |
| Эд Вествик     | Лоуренс Картер |

## Награды и номинации
Номинации:
- Премия им. Карла Формана за лучший дебют британского сценариста, режиссёра или продюсера — Гарт Дженнингс (сценарист)
- Премия британского независимого кино — Лучший режиссёр (Гарт Дженнингс), Лучший сценарий (Гарт Дженнингс), Самый многообещающий новичок (Билл Милнер), Самый многообещающий новичок (Уилл Поултер)
- Премия Британской империи — Лучший британский фильм
- Премия молодым артистам — Лучшее представление в международном художественном фильме — ведущие молодые исполнители (Билл Милнер, Уилл Поултер)

Награды:
- Премия Британской империи — Лучшая комедия
- Международный кинофестиваль в Локарно — Приз зрительских симпатий

## Критика
Роджер Эберт, кинокритик: «Мне понравился „Сын Рэмбо“ и его добрая подача, но все равно мне хотелось чего-то большего. Может, драма? Нет, тогда бы все выглядело искусственно. Комедия? Да вообще-то, технически это и есть комедия, несмотря на то, что, пусть шуток не так много, но зато они невероятно смешные. Фэнтези? Так это оно и есть, только в горько-сладком смысле…»
Джонатан Ричардс, Film.com: «Два мальчика, для обоих это дебют в кино, они ощущают себя на экране осознанно, в них полно озорства, и, да, „Сын Рэмбо“ — это не просто фильм, который оставит на вашем лице пару улыбок.»
Washington Post: «Они (Гарт Дженнингс и Ник Голдсмит) привносят в эту историю притягательную комбинацию, которая состоит из жизнерадостности и черного юмора. Дети, что снимают фильм, пытаются нанести визит в одномерный мир мачизма Сильвестра Сталлоне со своей бестолковой юношеской серьёзностью.»

## Дополнительные факты
- Сильвестр Сталлоне был полностью за производство этого фильма и название «Son of Rambo», однако товарный знак принадлежит не ему, поэтому «Son of Rambow» получил окончанием букву «w».